# Boda de Benedicta de Dinamarca y Ricardo de Sayn-Wittgenstein-Berleburg
La boda de la princesa Benedicta de Dinamarca y el príncipe heredero Ricardo de Sayn-Wittgenstein-Berleburg tuvo lugar el 3 de febrero de 1968 en la Capilla del Palacio de Fredensborg. 

## Antecedentes
Benedicta era la segunda de las tres hijas del rey Federico IX de Dinamarca y la reina Ingrid. Por su parte, Ricardo era el hijo mayor del príncipe  Gustavo Alberto V Sayn-Wittgenstein-Berleburg y la princesa Margarita Fouché, duquesa de Otranto. 

## Boda
La boda se celebró el 3 de febrero de 1968 en la Capilla del Palacio de Fredensborg oficiada por el Capellán Real.

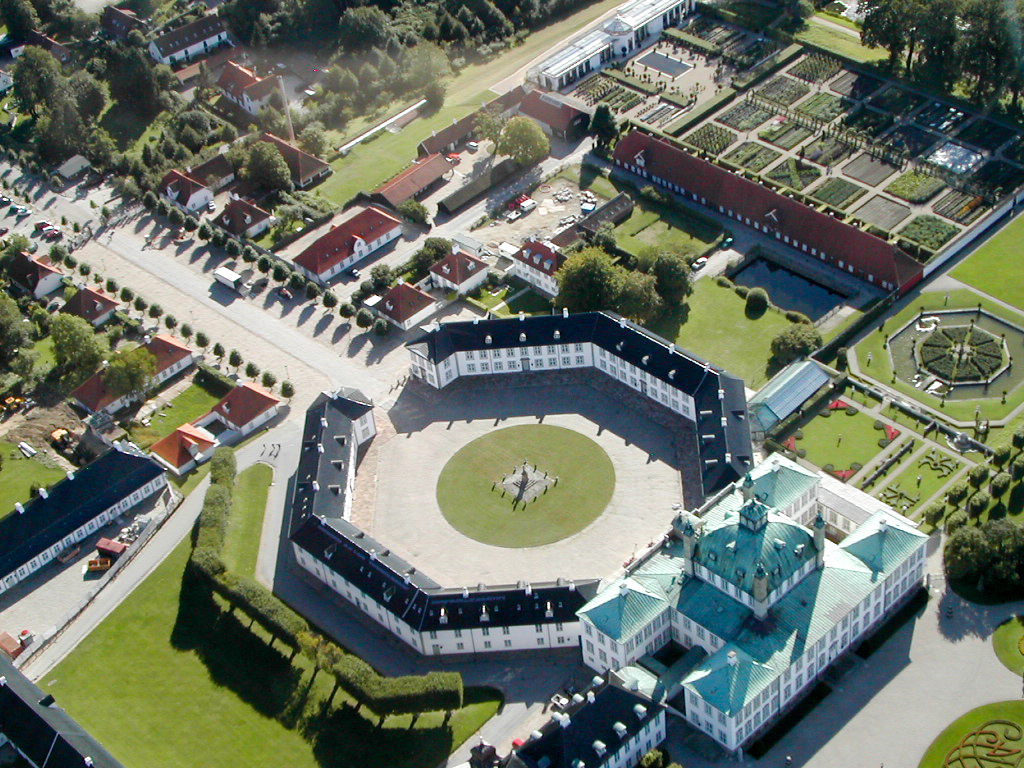
Palacio de Fredensborg

Posteriormente los reyes daneses ofrecieron a los asistentes una cena en el mismo palacio, y tanto el rey como el novio leyeron discursos.
La princesa Benedicta llevaba un vestido confeccionado por Júrgen Bender con el velo de la princesa Margarita de Connaught.

## Invitados

### Familia real danesa
- Rey Federico IX de Dinamarca y reina Ingrid
  - Princesa Margarita y príncipe Enrique
  - Rey Constantino II de Grecia y reina Ana María
    - Princesa Alexia de Grecia y Dinamarca
- Princesa Caroline Mathilde de Dinamarca

### Familia Sayn-Wittgenstein-Berleburg
- Princesa Margarita Fouché, duquesa de Otranto
- Madeleine Tengbom

### Casas reales extranjeras

#### Suecia
- Rey Gustavo VI Adolfo de Suecia
- Princesa Sibila de Suecia, duquesa de Västerbotten
  - Príncipe heredero Carlos Gustavo de Suecia
- Príncipe Bertil de Suecia, duque de Halland

#### Noruega
- Rey Olaf V de Noruega
  - Príncipe heredero Harald de Noruega

#### Reino Unido
- Reina madre Isabel

#### Países Bajos
- Princesa heredera Beatriz y príncipe Nicolás

### Otros miembros de la realeza
- Princesa Tatiana of Hesse

## Otros datos
Benedicta y Ricardo tuvieron tres hijos:
- Gustavo, VII príncipe de Sayn-Wittgenstein-Berleburg (12 de enero de 1969)
- Princesa Alejandra de Sayn-Wittgenstein-Berleburg (20 de noviembre de 1970)
- Princesa Natalia de Sayn-Wittgenstein-Berleburg (2 de mayo de 1975)

En 1969 el príncipe  Gustavo Alberto fallece y Ricardo se convierte en VI príncipe de Sayn-Wittgenstein-Berleburg. 
Ricardo fallece el 13 de marzo de 2017 a los 82 años de edad.